# Кортес, Сесар
Се́сар Алексис Корте́с Пинто (исп. César Alexis Cortés Pinto; 9 февраля 1984, Икике, Чили) — чилийский футболист, нападающий клуба «Палестино».

## Биография
Сесар Кортес начинал свою игровую карьеру в клубе «Универсидад Католика», в 2003 году на правах аренды перешёл в «Пуэрто-Монтт». Там он хорошо отыграл весь сезон, забив 10 мячей в 36 играх, после чего вернулся в «Универсидад Католику». Из-за сильной конкуренции в команде, Кортес не смог заиграть в команде. Он забил свой единственный гол за команду 1 ноября 2005 года в матче против «Unión San Felipe».
Зимой 2010 года перешёл в варшавскую «Полонию», клуб за него заплатил 225 000 евро. В чемпионате Польши он сыграл всего 4 матча.